# Тоцци, Франко
Франко Тоцци (итал. Franco Tozzi, 26 марта 1944 года, Роди-Гарганико, Италия — 29 января 2024 года, Кунео, Италия) — итальянский певец.

## Биография
Франко Тоцци родился в Роди-Гарганико, в провинции Фоджа, и был первенцем из троих детей, последним из которых (родился в 1952 году) был известный впоследствии певец и автор песен Умберто Тоцци. Ещё ребенком был увезён родителями в Турин, где его отец нашел работу ночным сторожем.
В 1960-х годах, ещё совсем молодым, он оставил работу на заводе Lancia в Кивассо, чтобы вместе с молодёжной группой Pard’s осуществить свою мечту — петь со сцены.
Первое признание пришло к нему в 1964 году, когда он победил на фестивале в Кастрокаро с песней Due case, due finestre. Этот успех и содействие Пьеро Бенито позволили Тоцци получить контракт со звукозаписывающей компанией Fonit. Дебютной стала для него запись песни, исполненной на фестивале.
В 1965 году он уже заслуженно принял участие в фестивале в Сан-Ремо, вместе с Джонни Тиллотсоном исполнив песню Non a caso il destino (ci ha fatto incontrare), музыку к которой написал знаменитый композитор Карло Альберто Росси. В том же году Франко участвовал в конкурсе «Дискотека в поместье», где занял второе место (после очень популярной в то время Ориетты Берти), исполненная тогда песня и по сей день остается его самой известной песней — «I tuoi occhi verdi». Альбом с ней был продан тиражом около 800 000 экземпляров.
Был призван на военную службу и вынужденно отказался от выступлений. По окончании службы он снова имел успех на Un disco per l’estate с песней Non vorrei vogliorti bene, а также успешно выступил на Festival delle Rose с песней Perdonala вместе с Little Tony.
В 1967 году, перейдя к сотрудничеству со звукозаписывающей компанией Odeon, он вновь выступил на Un disco per l’estate с песней L’ultimo giorno.
В 1968 году Франко подписал контракт со звукозаписывающей компанией Carisch, с которой выпустил альбом Nasce il giorno.
Затем переехал в Канзас, где собрал группу Franco Tozzi Off Sound, в которой на гитаре играл его брат Умберто.
Впоследствии Умберто играл на гитаре на концертах своего брата с группой Il Suo Primo Amore более или менее непрерывно до 1975 года.
В 1986 году Tanga Label выпустила диск Make me crash, на котором Франко Тоцци (под именем Тоцци) попробовал свои силы в жанре итало-диско. Исполненная им песня была написана поэтом-песенником Эрманно Капелли совместно с самим Франко и спродюсирована Эрманно Капелли и Франческо Рейтано.
Эта песня Тоцци будет переиздана на CD и виниловом макси-сингле в 1999 году немецким лейблом ZYX Music в коллекции Golden-Dance-Classics.
В 1989 году Франко Тоцци был приглашён для участия в телевизионном шоу «Una Rotonda sul Mare», ведущим которого был Ред Ронни, и добился большого успеха, исполнив переосмысленный собственный хит «I tuoi occhi verdi». В прямом состязании он даже обошёл песню, давшую название программе, Una rotonda sul mare, исполненную Фредом Бонгусто.
В 1995 году увидел свет альбом Ecco Perché, записанным для Duck Records. Заглавный трек альбома был написан специально для Франко, по этому случаю, его братом Умберто Тоцци. Франко часто исполнял песни своего брата Умберто на концертах, и некоторые из них (Tu, Stella stai, Notte rosa) были включены в концертный альбом Franco Tozzi Live, выпущенный в 1997 году звукозаписывающей компанией DV More Record.
В 1996 году звукозаписывающая компания DV More Records выпустила сборник «Il meglio», содержащий переработанные версии и заново исполненные артистом хиты прежних лет.
В январе 2016 года, в ознаменование 50-летия карьеры, Франко выпустил EP Cinquanta с двумя новыми песнями (одна из которых, Le donne sole, была написана Вито Паллавичини и Франсисом Лаем), спродюсированная Бьяджо Пумой и аранжированная Ванессой Луккой.
В апреле 2018 года Франко Тоцци принял участие в телевизионной программе MilleVoci, исполнив среди прочего неизданную композицию Uomo foolo (слова Эрманно Капелли, музыка и аранжировка Риккардо Лазера) для Capogiro Music Publishing.
В июне 2018 года была собрана музыкальная группа, в состав которой вошли Франко Тоцци (вокал), Эрманно Капелли (написание текстов), клавишник и композитор Риккардо Лазеро и композитор Мануэль Марцано (гитара).
В июле 2018 года на всех цифровых платформах вышел новый сингл Франко Тоцци Anna Anna. Слова написал Эрманно Капелли, музыку — Риккардо Лазеро и Мануэль Марцано, аранжировка — Риккардо Лазеро, продюсирование — Эрманно Капелли и Риккардо Лазеро.
7 февраля 2019 года вышел сингл песни I pazzi siete voi, предложенной командой артиста для 69-го фестиваля Сан-Ремо 2019, но он не был допущен к конкурсу. Однако 12 февраля 2019 года он занял 1-е место в чарте самых продаваемых рок-песен в Google Play и 34-е место в общем чарте самых продаваемых синглов в том же цифровом магазине. Сингл был создан Эрманно Капелли (автор текста, сопродюсер), Риккардо Лазеро (композитор, аранжировщик, сопродюсер) и Мануэль Марцано (композитор).
26 марта 2024 года, в день 80-летия артиста, альбом Anima был выпущен на цифровых музыкальных платформах. В альбом вошли 5 новых песен в дополнение к уже выпущенным песням Anna Anna и I pazzi siamo voi, а также два новых ремейка хитов певицы I tuoi occhi verdi и Perdonala. Песня Anima, вдохновленная самим Франко, была посвящена его брату — Умберто Тоцци. Песня Voglio cantare con Rovazzi представляла собой критику итальянского музыкального бизнеса, в куплетах упоминаются Фабио Ровацци и Франческо Де Грегори, а также делается ссылка на фестиваль в Сан-Ремо.
Автором текстов неизданных песен является Эрманно Капелли (умер в 2022 году), музыку сочинили Риккардо Лазеро (также аранжировщик альбома) и Мануэль Марцано. Художественное исполнение курировали Капелли и Лазеро.
Тоцци умер в Кунео 29 января 2024 года в возрасте 79 лет после непродолжительной болезни.